# Eloge
Die Eloge [e'loːʒə] ist eine Ansprache oder eine schriftliche Äußerung, die betont durch Lobrede, ehrende Worte und Komplimente charakterisiert ist.

## Etymologie, Einordnung des Begriffs, Bedeutung
Das Wort wurde von französisch éloge entlehnt, dieses wiederum lateinisch elogium „Ausspruch/-sage, Inschrift, Anzeige“ von altgriechisch εὐλογία eulogia „Lobrede, gute Rede“.
Nach der onomasiologischen Worteinordnungs-Systematik nach Franz Dornseiff findet sich das Wort zum Beispiel in einer Bedeutungsgruppe (Ziff. 15.23) mit den Worten Lob, Beifall, Hosianna, Hymne, Laudatio, Lobpreis, Lobrede bzw. in einer weiteren Bedeutungsgruppe (Ziff. 15.30) zusammen mit den Worten Höflichkeit, Gruß, Artigkeit, Galanterie, Kompliment, Phrase, und ähnlichen. Demgegenüber sehen nur wenige Lexika und digitale Nachschlagewerke die Eloge auch „negativ“ im Sinne von übertriebenem Lob, überschwänglicher Lobrede, Schmeichelei. Der allgemeine, durchweg positive Sprachgebrauch, wie er in allgemein zugänglichen Publikationen seinen Niederschlag findet, ist wissenschaftlich umfassend dokumentiert.

## Historisches
Berühmt waren/sind die Éloges, die als Nachrufe auf verstorbene Mitglieder der Französischen Akademie der Wissenschaften gehalten wurden. Seit der Zeit Ludwig XIV. führte sich jedes neue Mitglied durch eine Éloge historique auf seinen verstorbenen Vorgänger ein. Éloges waren/sind weitgehend ritualisiert und vermeiden kritische Anmerkungen zu Person und Lebenswerk des Verstorbenen. Auch andere Akademien ehrten verstorbene Mitglieder nach Pariser Vorbild durch Éloges, wie z. B. die Preußische Akademie der Künste in Berlin.